# Abuko
Abuko är en ort i Gambia. Den ligger i kommunen Kanifing, i den västra delen av landet, 10 km sydväst om huvudstaden Banjul. Antalet invånare var 15 811 vid folkräkningen 2013. Vid orten ligger Abuko Nature Reserve.